# 树

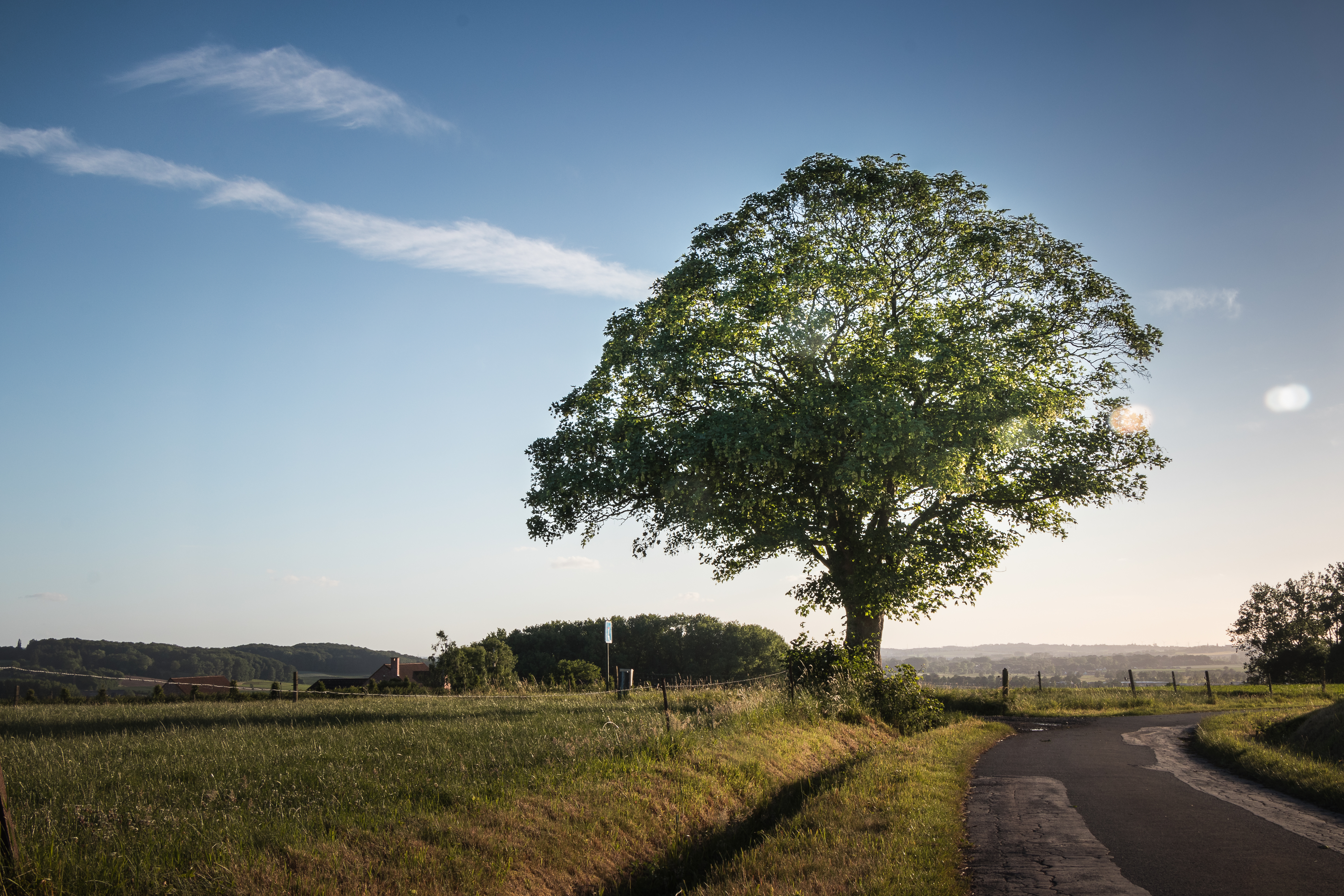
树木

樹又称树木，在植物学定义中，是指具有单一高挺主茎（称作樹幹）的木本植物，即乔木。树有次生生长，分枝距地面较高，可形成树冠，人类一般可利用其木材。
俗语中也将一些灌木称为“树”，如茶树等；甚至树形的草本植物，口语也将之称为“树”，如香蕉树、棕榈树、树蕨以及竹子。无论是哪种定义，树指的都不是一个单一的分类阶元——树的共同特征是多种植物趋同演化的结果。
樹在減少土地侵蝕及調整氣候上相當的重要，樹可以從空氣中吸收二氧化碳，將大量的碳儲存在組織內。樹木和森林是許多物種的棲息地。热带雨林是世界上生物多樣性最豐富的地方之一。樹可以提供遮陰及保護，木材可供建築用，木炭可以用來加熱及烹煮，果子可以用來作為食物。在世界各地的森林面積正在下降，目的是要增加可以農業使用的土地。由於樹的長壽及實用，在許多神話中也有樹的出現。
2015年有報告估計地球上共有約3兆棵大樹，當中約1.39兆棵在熱帶和亞熱帶，6100億棵在溫帶，7400億棵在圍繞北極的北方森林。與11000年前比較，人類活動已導致樹的數量減少一半。現時人類每年除去約150億棵樹，只植回約50億棵。
经过2年的努力，2020年国际植物园保护联盟（BGCI）携手全球植物学机构，首次全面系统地统计了全世界树木的种类，为60065种，并构建了全球树木查询数据库

## 定義

雪曼將軍樹

真雙子葉植物或是松柏門二次生長的示意圖，每一季木質部會生長，使樹幹、樹枝及根變粗

雖然樹是一個常用的詞語，但沒有一個廣為認同的定義，不管是植物學上的定義或是日常生活的定義都沒有。
因為樹本意是一個人為分類法，不同的樹之間沒有血緣關係。一般稱為樹的都集中在兩類當中，便是雙子葉植物(闊葉樹)和松柏門(針葉樹)，可兩個門或網都包括了很多草本植物和灌木。但在這兩類外仍有很多類型的樹，包括了竹、棕櫚、蘇鐵、銀杏、買麻藤等其他種子植物，何況種子植物便是由前裸子植物演化而成的。
因為維管植物先演化出木質的樹幹，生育器官較晚演化出種子，四億年前廣義蕨類植物中，便有如鱗木和蘆木及其遺孑的桫欏目等，稱得上算是最早的樹了。
廣義樹是泛指中等至高大的植物。有細長莖（或樹幹）可以支持葉子或枝條離地面相當的高度。樹也常用高度來定義，高度在0.5至10米（1.6至32.8英尺）的中至大型植物都算樹的，包括了灌木向小型喬木過渡與大型草本植物，所以樹木的最小高度也只是大致的定義而已。以此定義來看，像香蕉樹及番木瓜樹等高大的草本植物也算是樹。
狹義是樹有木質且會二次生長的莖，也就是除了每年因分生組織而高度增加以外，莖也會每年往外加粗。此定義下像棕櫚樹、香蕉樹及番木瓜樹不論高度多高，都不能視為是樹。
中義常依使用方式來定義樹，例如指那些可以作木材用的植物為樹，就是堅固的大型植物了。一些廣義的樹在木材的用途過狹了，純草本的大中型植物只可以做紙或薪柴和小型草木相似，而即使是灌木除做紙或燃料外只能小的木制品(火柴、筷箸、牙簽、棍棒等)，所以指定要有相當尺寸和堅硬的植物。但有些單子葉植物下歸類為樹，約書亞樹、棕櫚和竹子沒有二次生長，不過在一次成長時其莖部有形成木質組織，材質類似木材。

## 構造
樹的主要四部份是根、幹、枝、葉。樹根一般在地下，在一棵樹的底部有很多根。
在樹幹的部分分為五層。第一層是樹皮。樹皮是樹幹的表層，可以保護樹身，並防止病害入侵。在樹皮的下面是韌皮部。這一層纖維質組織把糖分從樹葉運送下來。第三層是形成層。這一層十分薄，是樹幹的生長部分，所有其他細胞都是自此層而來。第四層是邊材。這一層把水分從根部輸送到樹身各處，此層通常較心材淺色。第五層就是心材。心材是老了的邊材，二者合稱為木質部。樹幹絕大部分都是心材。

## 結構及功能

### 根
根是植物的營養器官，通常位於地表下面，負責吸收土壤裡面的水分及溶解其中的離子，並且具有支持，貯存合成有機物質的作用。位於地表外的氣生根（榕樹）也屬於根的一種。

### 幹
树干是指树木分枝以下的主轴部分。树干的主要作用是将叶子提高到地面以上，使树木能够超过其他植物，并与它们争夺光线。它还将水分和养分从根部输送到树的空中部分，并将叶子产生的营养分配给包括根部在内的所有其他部分。
樹幹可為木材的來源，外包樹皮，內有年輪記錄年齡。樹幹裡的木質部負責運輸供水及營養以助光合作用和新陳代謝。

### 葉
葉內含有葉綠體，是植物進行光合作用的主要場所。同時，植物的蒸散作用是通過葉的氣孔進行的。

## 生態
樹是陸地生态系统中重要的一部份，提供動物棲地。像蕨类植物、苔蘚、蘭花、地錢及一些寄生植物（如槲寄生）等附生植物會附著在樹木的樹枝上，這些和樹棲地衣，藻類和真菌可以提供微棲息地給自身以及包括動物在內的其他生物，並且隨季節的不同，會長成葉子、花和果實等。樹下的區域有樹蔭，也會有灌木叢、落葉及枯枝、甚至倒下的樹幹，可以做為其他動植物的養份。樹木可以穩定土壤，使雨水不會快速的形成逕流，避止沙漠化，可以調節環境，也維護生物多樣性以生態系的平衡。
許多的樹上有一些特有的無脊椎動物。在原始棲息地的夏櫟，上面可以找到284種不同的昆蟲，而桉树上有306種的無脊椎動物，不過不在原始棲息地的樹上面的生物種類較少，例如來自南歐的假挪威槭，雖然樹皮上有地衣、苔蘚等附生植物，但上面的昆蟲就比較少。
像在紅樹林的生態系統中，樹木的根部可以減緩海水流過的速度，使水中的沈積物可以沈積，減少水深，創造適當的條件使更多的紅樹林可以生長。因此紅樹林沼澤一般會再繼續往海上擴展。若是有龍捲風及海嘯出現時，紅樹林沼澤也可以作為緩衝，減少破壞性的效果。

## 繁殖

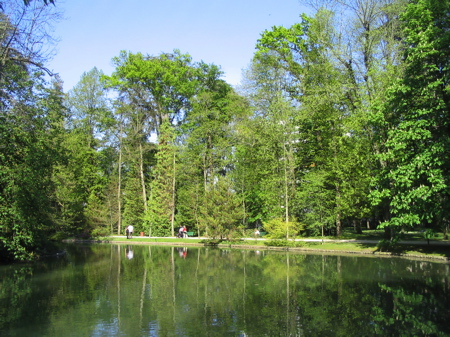
森林樹

### 种子
1. 除了早期的蕨類植物喬木和其遺孑擁有孢子外，現代樹木多半是種子植物，種子可藉由風力、自力、水力以及動物傳播：
2. 風力傳播是指較輕或有輔助的翅的種子，藉由風力將種子傳播至較遠的地區。例如：木棉、蒲公英等植物。
3. 自力傳播是果實成熟時，會將種子彈開，使種子可以進行傳播。例如：酢漿草等。
4. 水力傳播是生長在海邊或河水邊的植物，在果實成熟時掉入水中，藉由水力將果實傳播至遠處；由於水可促使種子發芽，因此這種植物大多由完整的果實保護。
5. 動物傳播又可分兩種，一種是動物咬食，另一則是附在動物的身體上。動物咬食的果實大多比較重，而且可以食用，無法消化的種子經由排泄傳播。例如：百香果、番石榴。附在動物身上的果實大多有逆刺，可以勾在動物的身上。例如：大花咸豐草。

### 插枝
插枝為植物所使用的其中一種繁殖方法，簡單的說法是把一段植物插在某物質中使其生根、發芽，然後成長開花、結果，是取得與原植物特徵一致的最有效方法，也有因植物的某一枝條發生變異（如沒刺的玫瑰），為了保護這一特徵而使用。

### 嫁接
嫁接为植物在园艺中所使用的其中一种繁殖方法，即将植物体的一部分固定在另外一个植物体上，使其组织相互愈合，培养为独立个体。母体被称为砧木，嫁接的幼枝被称为接穗。

## 用途

### 木材
自古便有作為建築和傢具等材料性的用途。

### 食物
樹是許多水果的來源，例如蘋果、李子、香蕉和櫻桃都是可以直接食用的水果。而油棕的果實可以榨油、可可樹的果實用於製作巧克力、咖啡樹的果實被用於製作咖啡。許多樹具有由堅硬的果皮和種子組成的果實，稱為堅果。例如椰子、核桃等。
樹木的葉子被廣泛地運用在家畜的飼料中，但由於多數的葉子具有高單寧，因此對人類來說會很苦。茶的原料來自於茶樹的葉子，它是世界上相當普遍的飲料。楓糖是由楓樹木質部汁液製成的糖漿，肉桂樹的樹皮能製成肉桂、丁香是丁香樹的花蕾、而肉豆蔻是肉豆蔻樹的種子，這些都被人類所食用。

### 燃料
用於燃料的木頭被稱為柴，在未開發國家的某些地方，柴可能是唯一的燃料，蒐集木柴是一項耗時的任務，因為必須要長時間移動並彎腰撿拾。在已開發國家中、柴不是燃料的唯一選擇，可能會使用木炭或木顆粒。

### 生活
紙
現代紙張的主要原料是樹。將木材鋸成合適的呎吋後即進行去皮的工序，將原木放入大型滾筒內，滾筒轉動時原木互相磨擦而去除樹皮，脫落的樹皮會用作鍋爐的燃料，去皮後的原木會被切割成1.5到2吋，厚度0.25吋的方形木片，軟木（Softwood）片及硬木（hardwood）片因物理特性不同而需分開處理。

### 藝術

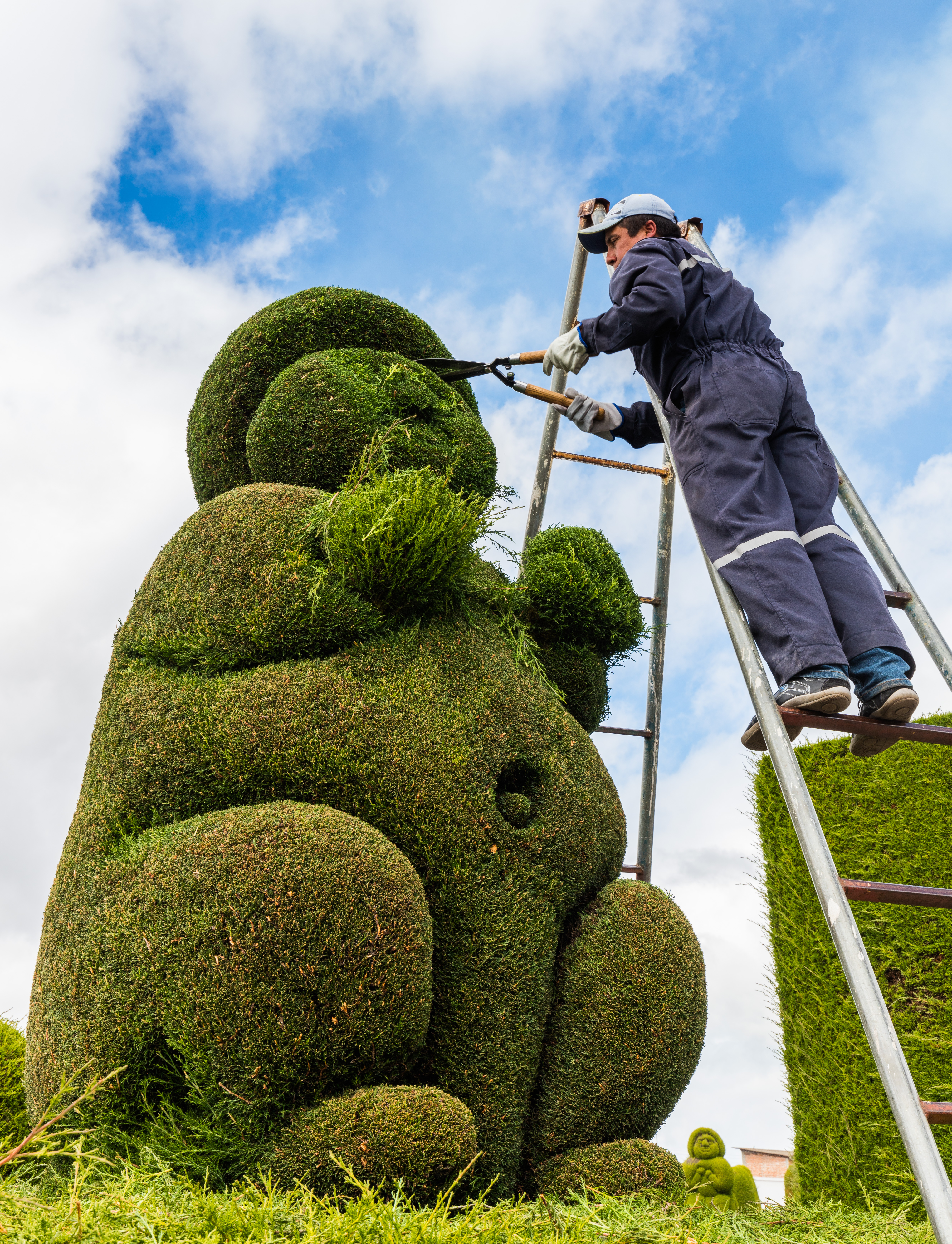
工人正在將柏樹修剪成特定的外型

盆景
耶誕樹
耶誕樹是耶誕節慶祝活動中最有名的傳統之一。通常人們在耶誕前後把一棵常綠植物（如松樹）般進屋裡或者放在戶外，並用耶誕燈和彩色的裝飾物裝飾，在樹頂掛上星星或天使形狀的裝飾物。

### 環境保護
行道樹
行道樹是由人工栽種在道路中央或兩側的樹木，功能包括調節環境、綠化都市等。
防風林
穩固土壤
預防海水快速沖刷海岸，預防各地區土石流，土石流是因為长时间的大雨或者暴风雨而不断冲刷泥面，造成山体滑坡，泥土表面被严重冲刷。樹可以固定泥土，防止土石流。

### 學術
- 林學
- 樹木學
- 樹輪年代學
- 森林經營學

### 林業
- 伐木
- 森林開伐
- 非法砍伐
- 林木線
- 果樹

### 文化
- 樹屋
- 圣诞树

## 腳註
1. ↑  Crowther, T. W.; Glick, H. B.; Covey, K. R.; Bettigole, C.; Maynard, D. S.; Thomas, S. M.; Smith, J. R.; Hintler, G.; Duguid, M. C. . Nature. 2015-09-02,. advance online publication (7568): 201–205. Bibcode:2015Natur.525..201C. ISSN 1476-4687. PMID 26331545. S2CID 4464317. doi:10.1038/nature14967.
2. ↑  . BBC News. 2015-09-03  [2015-09-05]. （原始内容存档于2015-09-03）.
3. ↑  Crowther, T. W.; Glick, H. B.; Covey, K. R.; Bettigole, C.; Maynard, D. S.; Thomas, S. M.; Smith, J. R.; Hintler, G.; Duguid, M. C.; Amatulli, G.; Tuanmu, M.-N.; Jetz, W.; Salas, C.; Stam, C.; Piotto, D.; Tavani, R.; Green, S.; Bruce, G.; Williams, S. J.; Wiser, S. K.; Huber, M. O.; Hengeveld, G. M.; Nabuurs, G.-J.; Tikhonova, E.; Borchardt, P.; Li, C.-F.; Powrie, L. W.; Fischer, M.; Hemp, A.; Homeier, J.; Cho, P.; Vibrans, A. C.; Umunay, P. M.; Piao, S. L.; Rowe, C. W.; Ashton, M. S.; Crane, P. R.; Bradford, M. A. . Nature. 2015-09-02, 525 (7568): 201–205. doi:10.1038/nature14967.
4. ↑  . Taylor & Francis Online.   [2020-08-28]. （原始内容存档于2021-03-19）. 外部链接存在于|title= (帮助)
5. ↑  . 植物通.   [2020-08-28]. （原始内容存档于2021-03-19）.
6. 1 2  . Smartphone tour. University of Miami: John C. Gifford Arboretum. 2012  [2014-09-23]. （原始内容存档于2014-04-20）.
7. ↑  Tokuhisa, Jim. . Newton Ask a Scientist.   [2014-10-05]. （原始内容存档于2013-12-06）.
8. 1 2 3  Gschwantner, Thomas, et al. "Common tree definitions for national forest inventories in Europe." Silva Fennica 43.2 (2009): 303-321.
9. ↑  Keslick, John A. . 2004  [2012-07-30]. （原始内容存档于2021-03-19）.
10. ↑  Martin, Franklin; Sherman, Scott.  (PDF). Echo technical notes. 2007  [2014-09-22]. （原始内容存档 (PDF)于2013-07-28）.
11. ↑  Coder, Kim D. . Warnell School of Forest Resources, University of Georgia. August 1999  [2014-09-23]. （原始内容存档于2014-09-08）.
12. ↑  . Food and Agriculture Organisation.   [1 October 2014]. （原始内容存档于2018-07-17）.
13. ↑  Lund, H. Gyde. ""A forest by any other name…." Environmental Science & Policy 2.2 (1999): 125-133.
14. ↑   (PDF). University of Wisconsin.   [2014-09-22]. （原始内容存档 (PDF)于2016-10-22）.
15. ↑  Tony Rodd; Jennifer Stackhouse. . University of California Press. 1 April 2008: 112–  [2012-09-27]. ISBN 978-0-520-25650-7. （原始内容存档于2021-01-22）.
16. ↑  . The stem. University of Miami.   [2014-09-22]. （原始内容存档于2021-03-19）.
17. ↑  Lowman, M D.  50. Tropical Ecology. 2009: 125–136. ISSN 0564-3295.
18. ↑  Bellefontaine, R.; Petit, S.; Pain-Orcet, M.; Deleporte, P.; Bertault, J-G. . Food and Agriculture Organization of the United Nations. 2002  [2012-07-25]. （原始内容存档于2019-01-31）.
19. ↑  . Old Knobbley. 2007  [2012-07-25]. （原始内容存档于2012-09-08）.
20. ↑  Bar-Ness, Yoav Daniel.  (PDF). ICE: Canopy Invertebrate Fauna of Tasmanian Eucalyptus obliqua. 2004  [2012-07-25]. （原始内容 (PDF)存档于2012-12-04）.
21. ↑  Binggeli, Pierre.  (PDF).   [2012-07-25]. （原始内容 (PDF)存档于2013-02-21）.
22. ↑  Kathiresan, K.  (PDF). Annamalai University.   [2014-09-06]. （原始内容 (PDF)存档于2014-09-04）.
23. ↑  . University of Jamaica.   [2014-09-06]. （原始内容存档于2020-11-23）.
24. ↑  . United Nations Inter-agency Network on Women and Gender Equality. 2008-10-15  [2012-08-01]. （原始内容存档于2021-03-19）.
25. ↑  . United States Environmental Protection Agency.   [2012-07-27]. （原始内容存档于2021-03-19）.